# قائمة أعضاء المجلس الوطني التأسيسي التونسي 2011-2014
تحتوي هذه المقالة على قائمة أعضاء المجلس الوطني التأسيسي التونسي 2011-2014 حسب الدوائر الانتخابية والذي يبلغ عددهم 217 نائب.

## المكتب

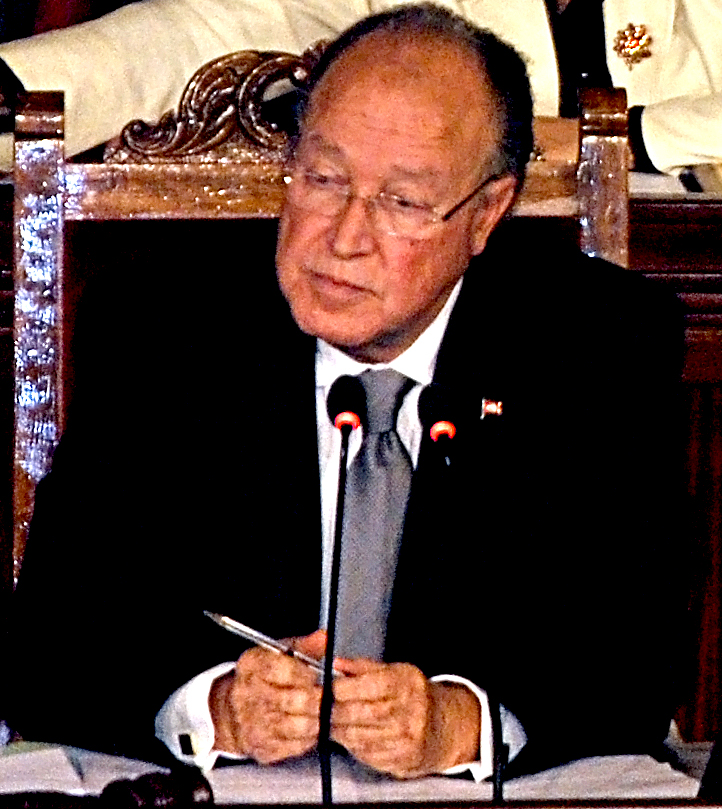
مصطفى بن جعفر الرئيس التكتل
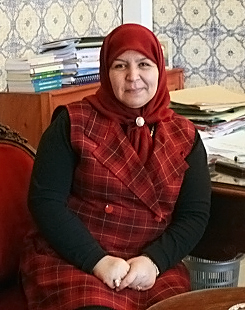
محرزية العبيدي النائب الأول للرئيس حركة النهضة
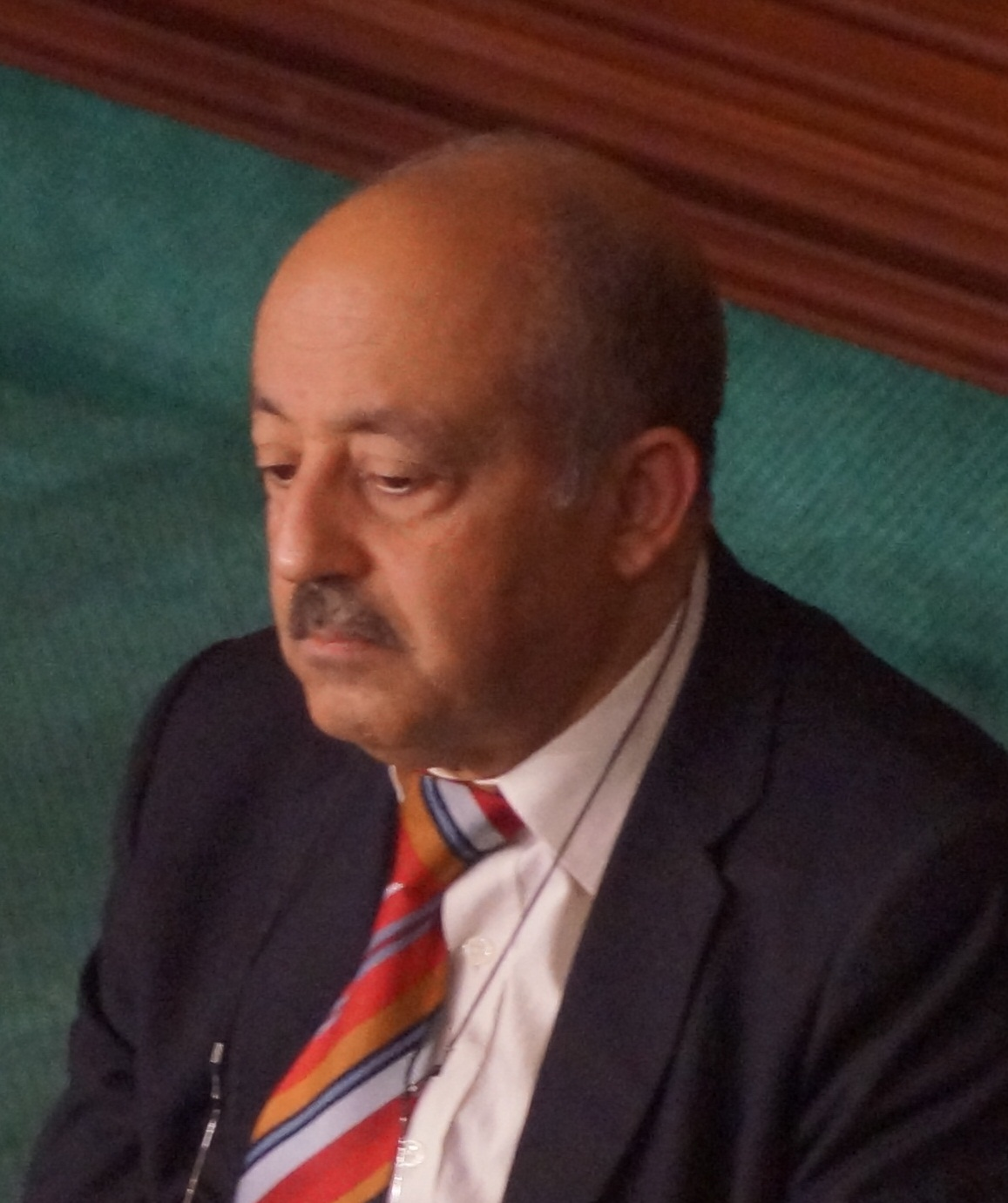
العربي بن صالح عبيد النائب الثاني للرئيس المؤتمر ثم التكتل

## الأعضاء

### دائرة تونس الأولى الانتخابية
| الدائرة     | الحزب                                                   | الاسم                                  |
| ----------- | ------------------------------------------------------- | -------------------------------------- |
| تونس الأولى | حركة النهضة                                             | محمد الحبيب المرزوقي عوض بوردة التركي. |
| تونس الأولى | حركة النهضة                                             | يمينة الزغلامي                         |
| تونس الأولى | حركة النهضة                                             | عبد الكريم الهاروني عوض بحبيب بريبش    |
| تونس الأولى | حركة النهضة                                             | هاجر عزيز                              |
| تونس الأولى | التكتل الديمقراطي من أجل العمل والحريات                 | مصطفى بن جعفر                          |
| تونس الأولى | المؤتمر من أجل الجمهورية                                | سمير بن عمر                            |
| تونس الأولى | الحزب الديمقراطي التقدمي ثم التحالف الديمقراطي          | المنصف شيخ روحه                        |
| تونس الأولى | حزب النضال التقدمي ثم مستقل.                            | هشام حسني                              |
| تونس الأولى | القطب الديمقراطي الحداثي ثم المسار الديمقراطي الاجتماعي | سمير الطيب                             |

### دائرة تونس الثانية الانتخابية
| الدائرة      | الحزب                                                   | الاسم                                |
| ------------ | ------------------------------------------------------- | ------------------------------------ |
| تونس الثانية | حركة النهضة                                             | سعاد عبد الرحيم                      |
| تونس الثانية | حركة النهضة                                             | زياد الدولاتلي                       |
| تونس الثانية | حركة النهضة                                             | حليمة القني                          |
| تونس الثانية | التكتل الديمقراطي من أجل العمل والحريات                 | خليل الزاوية عوض بمحمد منذر بن رحال. |
| تونس الثانية | التكتل الديمقراطي من أجل العمل والحريات                 | لبنى الجريبي                         |
| تونس الثانية | القطب الديمقراطي الحداثي ثم المسار الديمقراطي الاجتماعي | أحمد إبراهيم                         |
| تونس الثانية | الحزب الديمقراطي التقدمي ثم الحزب الجمهوري              | أحمد نجيب الشابي                     |
| تونس الثانية | المؤتمر من أجل الجمهورية ثم مستقل ثم وفاء ثم التكتل     | العربي بن صالح عبيد                  |

### دائرة أريانة الانتخابية
| الدائرة | الحزب                                                   | الاسم            |
| ------- | ------------------------------------------------------- | ---------------- |
| أريانة  | حركة النهضة                                             | الصحبي عتيق      |
| أريانة  | حركة النهضة                                             | آمال غويل        |
| أريانة  | حركة النهضة                                             | الفرجاني الدغمان |
| أريانة  | المؤتمر من أجل الجمهورية، ثم مستقل ثم نداء تونس         | عبد العزيز القطي |
| أريانة  | التكتل الديمقراطي من أجل العمل والحريات                 | المولدي الرياحي  |
| أريانة  | الحزب الديمقراطي التقدمي ثم الحزب الجمهوري              | عصام الشابي      |
| أريانة  | القطب الديمقراطي الحداثي ثم المسار الديمقراطي الاجتماعي | الفاضل موسى      |
| أريانة  | الحزب الجمهوري المغاربي                                 | كريم بوعبدلي     |

### دائرة منوبة الانتخابية
| الدائرة | الحزب                                                     | الاسم               |
| ------- | --------------------------------------------------------- | ------------------- |
| منوبة   | حركة النهضة                                               | عبد الباسط بن الشيخ |
| منوبة   | حركة النهضة                                               | لطيفة الحباشي       |
| منوبة   | حركة النهضة                                               | محسن الكعبي         |
| منوبة   | المؤتمر من أجل الجمهورية ثم مستقل ثم وفاء                 | عبد الرؤوف العيادي  |
| منوبة   | التكتل الديمقراطي من أجل العمل والحريات                   | عبد الرحمن الأدغم   |
| منوبة   | الحزب الدستوري الجديد                                     | عبد الرزاق خلولي    |
| منوبة   | العريضة الشعبية للحرية والعدالة والتنمية ثم مستقل ثم وفاء | علي حويجي           |

### دائرة بن عروس الانتخابية
| الدائرة | الحزب                                                                           | الاسم            |
| ------- | ------------------------------------------------------------------------------- | ---------------- |
| بن عروس | حركة النهضة                                                                     | فرج بن عمر       |
| بن عروس | حركة النهضة                                                                     | هالة الحامي      |
| بن عروس | حركة النهضة                                                                     | الصادق شورو      |
| بن عروس | حركة النهضة                                                                     | سلمى صرصوط       |
| بن عروس | التكتل الديمقراطي من أجل العمل والحريات ثم مستقل ثم نداء تونس                   | خميس قسيلة       |
| بن عروس | التكتل الديمقراطي من أجل العمل والحريات ثم مستقل ثم المسار الديمقراطي الاجتماعي | سلمى هادية مبروك |
| بن عروس | المؤتمر من أجل الجمهورية                                                        | هيثم بلقاسم      |
| بن عروس | القطب الديمقراطي الحداثي ثم المسار الديمقراطي الاجتماعي                         | سلمى بكار        |
| بن عروس | حزب الأمة الديمقراطي الاجتماعي                                                  | نزار قاسم        |
| بن عروس | الحزب الديمقراطي التقدمي ثم الحزب الجمهوري                                      | مية الجريبي      |

### دائرة بنزرت الانتخابية
| الدائرة | الحزب                                             | الاسم              |
| ------- | ------------------------------------------------- | ------------------ |
| بنزرت   | حركة النهضة                                       | جمال بوعجاجة       |
| بنزرت   | حركة النهضة                                       | عائشة الذوادي      |
| بنزرت   | حركة النهضة                                       | بشير اللزام        |
| بنزرت   | حركة النهضة                                       | آسيا النفاتي       |
| بنزرت   | المؤتمر من أجل الجمهورية                          | هشام بن جامع       |
| بنزرت   | التكتل الديمقراطي من أجل العمل والحريات           | محمد العلوش (توفي) |
| بنزرت   | العريضة الشعبية للحرية والعدالة والتنمية ثم مستقل | محمد الصالح شعيرات |
| بنزرت   | حركة الشعب                                        | مراد العمدوني      |
| بنزرت   | الحزب الديمقراطي التقدمي ثم الحزب الجمهوري        | مهدي بن غربية      |

### دائرة نابل الأولى الانتخابية
| الدائرة     | الحزب                                                                                   | الاسم                        |
| ----------- | --------------------------------------------------------------------------------------- | ---------------------------- |
| نابل الأولى | حركة النهضة                                                                             | معز بالحاج رحومة             |
| نابل الأولى | حركة النهضة                                                                             | سناء الحداد                  |
| نابل الأولى | المؤتمر من أجل الجمهورية ثم مستقل                                                       | محمد عبو عوض بسهير الدردوري. |
| نابل الأولى | التكتل الديمقراطي من أجل العمل والحريات                                                 | عبد اللطيف عبيد              |
| نابل الأولى | العريضة الشعبية للحرية والعدالة والتنمية ثم الاتحاد الوطني الحر ثم حزب الانفتاح والوفاء | طارق بوعزيز                  |
| نابل الأولى | آفاق تونس ثم الحزب الجمهوري ثم مستقل                                                    | نعمان الفهري                 |
| نابل الأولى | الحزب الديمقراطي التقدمي ثم الحزب الجمهوري                                              | نجلاء بوريال                 |

### دائرة نابل الثانية الانتخابية
| الدائرة      | الحزب                                                                                   | الاسم                           |
| ------------ | --------------------------------------------------------------------------------------- | ------------------------------- |
| نابل الثانية | حركة النهضة                                                                             | عماد الحمامي                    |
| نابل الثانية | حركة النهضة                                                                             | صالحة بن عائشة                  |
| نابل الثانية | المؤتمر من أجل الجمهورية ثم مستقل                                                       | المنصف المرزوقي عوض بسامية عبو. |
| نابل الثانية | التكتل الديمقراطي من أجل العمل والحريات ثم مستقل                                        | فاطمة الغربي                    |
| نابل الثانية | العريضة الشعبية للحرية والعدالة والتنمية ثم الاتحاد الوطني الحر ثم حزب الانفتاح والوفاء | المنصف شارني                    |
| نابل الثانية | الحزب الديمقراطي التقدمي ثم الحزب الجمهوري                                              | محمود البارودي                  |

### دائرة زغوان الانتخابية
| الدائرة | الحزب                                                   | الاسم                        |
| ------- | ------------------------------------------------------- | ---------------------------- |
| زغوان   | حركة النهضة                                             | محمد بن سالم عوض بخليد بلحاج |
| زغوان   | حركة النهضة                                             | نبيهة ترجمان                 |
| زغوان   | الحزب الديمقراطي التقدمي ثم الحزب الجمهوري              | قيس مختار                    |
| زغوان   | العريضة الشعبية للحرية والعدالة والتنمية                | الجديدي السبوعي              |
| زغوان   | المؤتمر من أجل الجمهورية ثم مستقل ثم حركة وفاء ثم مستقل | الناصر إبراهمي               |

### دائرة باجة الانتخابية
| الدائرة | الحزب                                            | الاسم                 |
| ------- | ------------------------------------------------ | --------------------- |
| باجة    | حركة النهضة                                      | محمد سعيدي            |
| باجة    | حركة النهضة                                      | نبيلة العسكري السنوسي |
| باجة    | العريضة الشعبية للحرية والعدالة والتنمية         | أيمن الزواغي          |
| باجة    | الحزب الديمقراطي التقدمي ثم الحزب الجمهوري       | شكري القسطلي          |
| باجة    | التكتل الديمقراطي من أجل العمل والحريات ثم مستقل | علي بالشريفة          |
| باجة    | المؤتمر من أجل الجمهورية ثم مستقل ثم حركة وفاء   | ربيع العابدي          |

### دائرة الكاف الانتخابية
| الدائرة | الحزب                                                                     | الاسم                             |
| ------- | ------------------------------------------------------------------------- | --------------------------------- |
| الكاف   | حركة النهضة                                                               | عبد اللطيف المكي عوض بمختار لموشي |
| الكاف   | حركة النهضة                                                               | منيرة عمري                        |
| الكاف   | المؤتمر من أجل الجمهورية ثم مستقل                                         | طارق العبيدي                      |
| الكاف   | التكتل الديمقراطي من أجل العمل والحريات ثم مستقل ثم الحزب الجمهوري        | عبد القادر بن خميس                |
| الكاف   | العريضة الشعبية للحرية والعدالة والتنمية ثم مستقل ثم حزب الانفتاح والوفاء | حاتم الكلاعي                      |
| الكاف   | القائمة المستقلة الأمل                                                    | محمد نجيب الحسني                  |

### دائرة سليانة الانتخابية
| الدائرة | الحزب                                                                     | الاسم              |
| ------- | ------------------------------------------------------------------------- | ------------------ |
| سليانة  | حركة النهضة                                                               | عادل بن عطية       |
| سليانة  | حركة النهضة                                                               | سامية الفرشيشي     |
| سليانة  | حزب العمال                                                                | حطاب بركاتي        |
| سليانة  | الاتحاد الوطني الحر                                                       | نور الدين المرابطي |
| سليانة  | العريضة الشعبية للحرية والعدالة والتنمية ثم مستقل ثم حزب الانفتاح والوفاء | شكري العرفاوي      |
| سليانة  | الحزب الديمقراطي التقدمي ثم الحزب الجمهوري                                | إياد الدهماني      |

### دائرة جندوبة الانتخابية
| الدائرة | الحزب                                             | الاسم                            |
| ------- | ------------------------------------------------- | -------------------------------- |
| جندوبة  | حركة النهضة                                       | أحمد المشرقي                     |
| جندوبة  | حركة النهضة                                       | سناء مرسني                       |
| جندوبة  | العريضة الشعبية للحرية والعدالة والتنمية ثم مستقل | أنور مرزوقي                      |
| جندوبة  | التكتل الديمقراطي من أجل العمل والحريات           | سعيد المشيشي عوض بنفيسة المرزوقي |
| جندوبة  | الحزب الديمقراطي التقدمي ثم الحزب الجمهوري        | رابح الخرايفي                    |
| جندوبة  | المؤتمر من أجل الجمهورية ثم مستقل ثم نداء تونس    | ضمير المناعي                     |
| جندوبة  | القائمة المستقلة النضال الاجتماعي                 | وسام ياسين                       |
| جندوبة  | حزب الوطنيين الديمقراطيين الموحد                  | منجي الرحوي                      |

### دائرة القيروان الانتخابية
| الدائرة  | الحزب                                                                  | الاسم             |
| -------- | ---------------------------------------------------------------------- | ----------------- |
| القيروان | حركة النهضة                                                            | محمود قويعة       |
| القيروان | حركة النهضة                                                            | فريدة عبيدي       |
| القيروان | حركة النهضة                                                            | أحمد السميعي      |
| القيروان | حركة النهضة                                                            | مفيدة مرزوقي      |
| القيروان | العريضة الشعبية للحرية والعدالة والتنمية ثم مستقل حزب الانفتاح والوفاء | رمضان دغماني      |
| القيروان | العريضة الشعبية للحرية والعدالة والتنمية                               | ريم ثايري         |
| القيروان | المؤتمر من أجل الجمهورية ثم مستقل ثم حركة وفاء                         | نزار مخلوفي       |
| القيروان | التكتل الديمقراطي من أجل العمل والحريات                                | محمد الحبيب هرقام |
| القيروان | حزب العمال                                                             | فتحي اللطيف       |

### دائرة سوسة الانتخابية
| الدائرة | الحزب                                            | الاسم                            |
| ------- | ------------------------------------------------ | -------------------------------- |
| سوسة    | حركة النهضة                                      | حمادي الجبالي عوض بكمال بن رمضان |
| سوسة    | حركة النهضة                                      | منية إبراهيم                     |
| سوسة    | حركة النهضة                                      | زياد العذاري                     |
| سوسة    | حركة النهضة                                      | فطومة عطية                       |
| سوسة    | حزب المبادرة                                     | محمد كريم كريفة                  |
| سوسة    | حزب المبادرة                                     | منى بن نصر                       |
| سوسة    | المؤتمر من أجل الجمهورية ثم مستقل                | الطاهر هميلة                     |
| سوسة    | التكتل الديمقراطي من أجل العمل والحريات ثم مستقل | صالح شعيب                        |
| سوسة    | العريضة الشعبية للحرية والعدالة والتنمية         | اسكندر بوعلاقي                   |
| سوسة    | الحزب الديمقراطي التقدمي ثم الحزب الجمهوري       | محمد قحبيش                       |

### دائرة المنستير الانتخابية
| الدائرة  | الحزب                                                       | الاسم                |
| -------- | ----------------------------------------------------------- | -------------------- |
| المنستير | حركة النهضة                                                 | نجيب مراد            |
| المنستير | حركة النهضة                                                 | سنية تومية           |
| المنستير | حركة النهضة                                                 | منير بن هنية         |
| المنستير | حزب المبادرة                                                | الهادي الشاوش        |
| المنستير | حزب المبادرة                                                | أميرة مرزوق          |
| المنستير | التكتل الديمقراطي من أجل العمل والحريات                     | جمال طوير            |
| المنستير | المؤتمر من أجل الجمهورية ثم مستقل                           | الأزهر الشملي        |
| المنستير | العريضة الشعبية للحرية والعدالة والتنمية ثم مستقل نداء تونس | محمد عبد المنعم كرير |
| المنستير | حزب الأمة الثقافي الوحدوي                                   | إبراهيم الحامدي      |

### دائرة المهدية الانتخابية
| الدائرة | الحزب                                                                    | الاسم              |
| ------- | ------------------------------------------------------------------------ | ------------------ |
| المهدية | حركة النهضة                                                              | الهادي بن ابراهم   |
| المهدية | حركة النهضة                                                              | نجيبة بريول        |
| المهدية | حركة النهضة                                                              | عبد العزيز شعبان   |
| المهدية | آفاق تونس ثم الحزب الجمهوري ثم مستقل                                     | ريم محجوب          |
| المهدية | المؤتمر من أجل الجمهورية ثم مستقل ثم حركة وفاء                           | رفيق التليلي       |
| المهدية | حزب المبادرة                                                             | فاضل الوج          |
| المهدية | العريضة الشعبية للحرية والعدالة والتنمية ثم الاتحاد الوطني الحر ثم مستقل | جلال فرحات         |
| المهدية | حزب العدالة والمساواة                                                    | محمد لطفي بن مصباح |

### دائرة القصرين الانتخابية
| الدائرة | الحزب                                                          | الاسم             |
| ------- | -------------------------------------------------------------- | ----------------- |
| القصرين | حركة النهضة                                                    | وليد البناني      |
| القصرين | حركة النهضة                                                    | خيرة صغيري        |
| القصرين | حركة النهضة                                                    | فرح النصيبي       |
| القصرين | المؤتمر من أجل الجمهورية ثم مستقل ثم حركة وفاء ثم نداء تونس    | محمد علي نصري     |
| القصرين | الحزب الديمقراطي التقدمي ثم الحزب الجمهوري ثم حركة النهضة      | محمد الناجي غرسلي |
| القصرين | حركة الديمقراطيين الاشتراكيين ثم حركة النهضة                   | كمال السعداوي     |
| القصرين | القائمة المستقلة الوفاء                                        | مبروك الحريزي     |
| القصرين | العريضة الشعبية للحرية والعدالة والتنمية ثم مستقل ثم نداء تونس | ربيعة نجلاوي      |

### دائرة سيدي بوزيد الانتخابية
| الدائرة    | الحزب                                                            | الاسم                |
| ---------- | ---------------------------------------------------------------- | -------------------- |
| سيدي بوزيد | حركة النهضة                                                      | محمد الطاهر تليلي    |
| سيدي بوزيد | حركة النهضة                                                      | بية جوادي            |
| سيدي بوزيد | العريضة الشعبية للحرية والعدالة والتنمية                         | محمد بن يوسف الحامدي |
| سيدي بوزيد | العريضة الشعبية للحرية والعدالة والتنمية                         | فايزة كدوسي          |
| سيدي بوزيد | العريضة الشعبية للحرية والعدالة والتنمية ثم حزب الانفتاح والوفاء | الحسني بدري          |
| سيدي بوزيد | حركة الشعب                                                       | محمد براهمي (أغتيل)  |
| سيدي بوزيد | حركة الديمقراطيين الاشتراكيين                                    | حمد خصخوصي           |
| سيدي بوزيد | القائمة المستقلة المستقل                                         | محمد الطاهر إيلاهي   |

### دائرة قفصة الانتخابية
| الدائرة | الحزب                                                            | الاسم            |
| ------- | ---------------------------------------------------------------- | ---------------- |
| قفصة    | حركة النهضة                                                      | سليمان هلال      |
| قفصة    | حركة النهضة                                                      | زهرة صميدة       |
| قفصة    | حركة النهضة                                                      | عبد الحليم زواري |
| قفصة    | العريضة الشعبية للحرية والعدالة والتنمية ثم حزب الانفتاح والوفاء | حسن رضواني       |
| قفصة    | الحزب الديمقراطي التقدمي ثم الحزب الجمهوري                       | محمد كحيلة       |
| قفصة    | المؤتمر من أجل الجمهورية                                         | عبد السلام شعبان |
| قفصة    | القائمة المستقلة العدالة                                         | فيصل جدلاوي      |

### دائرة توزر الانتخابية
| الدائرة | الحزب                                          | الاسم               |
| ------- | ---------------------------------------------- | ------------------- |
| توزر    | حركة النهضة                                    | حافظ إبراهيم الأسود |
| توزر    | حركة النهضة                                    | كوثر الأدغم         |
| توزر    | المؤتمر من أجل الجمهورية ثم مستقل ثم حركة وفاء | أزاد بادي           |
| توزر    | القائمة المستقلة الوفاء للشهداء                | محمد شفيق زرقين     |

### دائرة صفاقس الأولى الانتخابية
| الدائرة      | الحزب                                                           | الاسم                              |
| ------------ | --------------------------------------------------------------- | ---------------------------------- |
| صفاقس الأولى | حركة النهضة                                                     | المنصف بن سالم عوض بسلاف القسنطيني |
| صفاقس الأولى | حركة النهضة                                                     | فطوم الأسود                        |
| صفاقس الأولى | حركة النهضة                                                     | كمال عمار                          |
| صفاقس الأولى | العريضة الشعبية للحرية والعدالة والتنمية ثم الاتحاد الوطني الحر | حنان ساسي                          |
| صفاقس الأولى | المؤتمر من أجل الجمهورية ثم مستقل ثم حركة وفاء                  | محمد الكراي الجربي                 |
| صفاقس الأولى | حزب العمال                                                      | أحمد السافي                        |
| صفاقس الأولى | التكتل الديمقراطي من أجل العمل والحريات ثم مستقل نداء تونس      | جمال القرقوري                      |

### دائرة صفاقس الثانية الانتخابية
| الدائرة       | الحزب                                                  | الاسم                |
| ------------- | ------------------------------------------------------ | -------------------- |
| صفاقس الثانية | حركة النهضة                                            | الحبيب اللوز         |
| صفاقس الثانية | حركة النهضة                                            | كلثوم بدر الدين      |
| صفاقس الثانية | حركة النهضة                                            | بدر الدين عبد الكافي |
| صفاقس الثانية | حركة النهضة                                            | حبيبة التريكي        |
| صفاقس الثانية | المؤتمر من أجل الجمهورية                               | عبد الوهاب معطر      |
| صفاقس الثانية | آفاق تونس ثم الحزب الجمهوري ثم نداء تونس               | شكري يعيش            |
| صفاقس الثانية | العريضة الشعبية للحرية والعدالة والتنمية ثم حزب الأمان | معز كمون             |
| صفاقس الثانية | التكتل الديمقراطي من أجل العمل والحريات                | جلال بوزيد           |
| صفاقس الثانية | القائمة المستقلة صوت المستقل ثم الحزب الجمهوري         | صلاح الدين الزحاف    |

### دائرة قابس الانتخابية
| الدائرة | الحزب                                                          | الاسم              |
| ------- | -------------------------------------------------------------- | ------------------ |
| قابس    | حركة النهضة                                                    | الحبيب خضر         |
| قابس    | حركة النهضة                                                    | آمال عزوز          |
| قابس    | حركة النهضة                                                    | عبد القادر القادري |
| قابس    | حركة النهضة                                                    | دليلة بوعين        |
| قابس    | المؤتمر من أجل الجمهورية                                       | نوفل الغريبي       |
| قابس    | القائمة المستقلة من أجل جبهة وطنية تونسية                      | فؤاد ثامر          |
| قابس    | العريضة الشعبية للحرية والعدالة والتنمية ثم مستقل ثم نداء تونس | مولدي الزيدي       |

### دائرة مدنين الانتخابية
| الدائرة | الحزب                                      | الاسم                   |
| ------- | ------------------------------------------ | ----------------------- |
| مدنين   | حركة النهضة                                | عبد المجيد النجار       |
| مدنين   | حركة النهضة                                | بسمة الجبالي            |
| مدنين   | حركة النهضة                                | صلاح الدين لهيبة        |
| مدنين   | حركة النهضة                                | هاجر منيفي              |
| مدنين   | حركة النهضة                                | النفطي المحظي           |
| مدنين   | المؤتمر من أجل الجمهورية                   | سليم بن حميدان          |
| مدنين   | العريضة الشعبية للحرية والعدالة والتنمية   | سعيد الخرشوفي           |
| مدنين   | الحزب الديمقراطي التقدمي ثم الحزب الجمهوري | محمد بن المبروك الحامدي |
| مدنين   | آفاق تونس ثم الحزب الجمهوري ثم مستقل       | سميرة مرعي              |

### دائرة تطاوين الانتخابية
| الدائرة | الحزب                                                                     | الاسم       |
| ------- | ------------------------------------------------------------------------- | ----------- |
| تطاوين  | حركة النهضة                                                               | محمد الصغير |
| تطاوين  | حركة النهضة                                                               | جوهرة التيس |
| تطاوين  | حركة النهضة                                                               | علي فارس    |
| تطاوين  | العريضة الشعبية للحرية والعدالة والتنمية ثم مستقل ثم حزب الانفتاح والوفاء | سعد بوعيش   |

### دائرة قبلي الانتخابية
| الدائرة | الحزب                                                          | الاسم          |
| ------- | -------------------------------------------------------------- | -------------- |
| قبلي    | حركة النهضة                                                    | البشير شمام    |
| قبلي    | حركة النهضة                                                    | منية القصري    |
| قبلي    | المؤتمر من أجل الجمهورية                                       | عمر الشتوي     |
| قبلي    | المؤتمر من أجل الجمهورية ثم مستقل ثم حركة وفاء ثم مستقل        | حسناء مرسيط    |
| قبلي    | العريضة الشعبية للحرية والعدالة والتنمية ثم مستقل ثم نداء تونس | إبراهيم القصاص |

### الدوائر الانتخابية للتونسيين في الخارج
| الدائرة                                | الحزب                                                                           | الاسم                           |
| -------------------------------------- | ------------------------------------------------------------------------------- | ------------------------------- |
| فرنسا الأولى                           | حركة النهضة                                                                     | عامر العريض                     |
| فرنسا الأولى                           | حركة النهضة                                                                     | محرزية العبيدي                  |
| فرنسا الأولى                           | المؤتمر من أجل الجمهورية                                                        | عماد الدايمي                    |
| فرنسا الأولى                           | التكتل الديمقراطي من أجل العمل والحريات ثم مستقل                                | سليم بن عبد السلام              |
| فرنسا الأولى                           | القطب الديمقراطي الحداثي ثم المسار الديمقراطي الاجتماعي                         | نادية شعبان                     |
| فرنسا الثانية                          | حركة النهضة                                                                     | ناجي الجمل                      |
| فرنسا الثانية                          | حركة النهضة                                                                     | دليلة الببة                     |
| فرنسا الثانية                          | المؤتمر من أجل الجمهورية                                                        | الهادي بن عباس عوض بنورة بن حسن |
| فرنسا الثانية                          | التكتل الديمقراطي من أجل العمل والحريات ثم مستقل ثم المسار الديمقراطي الاجتماعي | كريمة سويد                      |
| فرنسا الثانية                          | الحزب الديمقراطي التقدمي ثم الحزب الجمهوري                                      | محمود الماي                     |
| إيطاليا                                | حركة النهضة                                                                     | أسامة الصغير                    |
| إيطاليا                                | حركة النهضة                                                                     | إيمان بن محمد                   |
| إيطاليا                                | العريضة الشعبية للحرية والعدالة والتنمية ثم الاتحاد الوطني الحر ثم حركة النهضة  | عبد الستار الضيفي               |
| ألمانيا                                | حركة النهضة                                                                     | فتحي العيادي                    |
| القارة الأمريكية وبقية الدول الأوروبية | حركة النهضة                                                                     | فردوس الوسلاتي                  |
| القارة الأمريكية وبقية الدول الأوروبية | المؤتمر من أجل الجمهورية                                                        | مبروكة مبارك                    |
| الدول العربية وبقية دول العالم         | حركة النهضة                                                                     | كمال بن عمارة                   |
| الدول العربية وبقية دول العالم         | المؤتمر من أجل الجمهورية                                                        | إقبال المصدع                    |

## مقالات ذات صلة
- المجلس الوطني التأسيسي التونسي (2011-2013)
- الترويكا (تونس)

## روابط خارجية
- الموقع الرسمي للمجلس الوطني التأسيسي 2011-2013 نسخة محفوظة 17 يوليو 2014 على موقع واي باك مشين.
- الموقع الرسمي للهيئة العليا المستقلة للانتخابات